# Súper 6
Il Súper 6 è un campionato pallanuotistico maschile nazionale istituito dalla Confederación Argentina de Deportes Acuáticos (CADDA). La prima edizione fu disputata nel 2009 per non far rimanere per due mesi i club della Liga de Honor senza alcuna competizione da disputare. Per questo fu elaborato questo campionato, dove si sfidano le prime sei squadre classificatesi nella Liga de Honor.

## Albo d'oro
| Stagione | Vincitore | Secondo Posto | Terzo posto | Note |
| 2009     | GER       |               |             |      |
| 2010     | GER       |               |             |      |
| 2011     | GER       | Sportsmen     | River Plate |      |

## Titoli per squadra
| Squadra | Titoli |
| GER     | 3      |

## Titoli per città
| Città   | Titoli |
| Rosario | 3      |